# Victims
«Victims» es un sencillo de la banda británica Culture Club, incluido en su álbum Colour by Numbers, publicado en 1983. Como en la mayoría de los sencillos de Culture Club, la canción trata acerca de la relación entre Boy George y el baterista de la banda Jon Moss.
Aunque la anterior sencillo Karma Chameleon había sido un gran éxito único en muchos países, Victims sólo logró ingresar en las listas musicales del Reino Unido, Irlanda, Australia y Alemania. Alcanzó el puesto # 3 en la lista de sencillos del Reino Unido. En Irlanda alcanzó el puesto # 2, y en Australia alcanzó el puesto # 4.
El sencillo no fue lanzado en países como Estados Unidos, Canadá y Japón, donde lanzaron Miss Me Blind en su lugar. La discográfica Epic consideró que la canción era demasiado deprimente para editarla en un sencillo.
Su cara B era la pista inédita "Colour by Numbers", canción que lleva el mismo título del álbum, pero no está incluida en él. Una versión instrumental también se publicó en el 12", renombrada como "Romance Revisited". Las dos pistas adicionales están disponibles en la versión de Colour by Numbers remasterizada en 2003.
Una versión demo anterior de la canción fue lanzada y re-titulada "Shirley Temple Moment" incluida en una caja recopilatoria Culture Club lanzada en 2002. La canción es una visión sincera de las relaciones dentro de la banda, ya que argumentan difíciles situaciones entre ellos.
Boy George volvió a grabar la canción como solista, en un arreglo folk y con su voz más edad, en 2002. Esa versión se puede encontrar una caja recopilatoria Culture Club lanzada ese mismo año.

## Posicionamiento en listas y certificaciones
| Lista (1983-1984)                 | Mejor posición |
| --------------------------------- | -------------- |
| Alemania (Media Control AG)       | 39             |
| Australia (ARIA)                  | 4              |
| Bélgica (Flandes) (Ultratop 50)   | 11             |
| Irlanda (Irish Singles Chart)     | 2              |
| Italia (FIMI)                     | 2              |
| Nueva Zelanda (Recorded Music NZ) | 7              |
| Países Bajos (Dutch Top 40)       | 16             |
| Reino Unido (UK Singles Chart)    | 3              |
| Suiza (Schweizer Hitparade)       | 18             |

| País        | Organismo certificador | Certificación | Ventas  |
| ----------- | ---------------------- | ------------- | ------- |
| Reino Unido | BPI                    | Disco de Oro  | 400 000 |